# Stratus Technologies
Stratus Technologies är ett amerikanskt företag som tillverkar feltoleranta datorer.

## Stratus
Stratus var ett projekt som gick ut på att skapa en extremt redundant dator där allt i maskinen var dubblerat. I princip två datorer som var hårt ihopkopplade med varandra.